# North Walsham
North Walsham – miasto portowe w Wielkiej Brytanii, w Anglii, w hrabstwie Norfolk. W 2001 r. miasto to zamieszkiwało 17 988 osób.